# Serie A2 1987-1988 (pallavolo femminile)

La Landsystem Matera, vincitrice del girone B

La Serie A2 femminile FIPAV 1987-88 fu l'11ª edizione della manifestazione organizzata dalla FIPAV.
Delle 24 partecipanti, la sola Zalf Noventa Vicentina proveniva dalla Serie A1: Parma non s'iscrisse e Reggio Calabria fu ripescata in A1. I due posti vuoti furono occupati dalle ripescate Nike San Cataldo e Sipp Cassano d'Adda. Antoniana Pescara, Popolare Pescopagano Potenza, Conad Ravenna, Elledi Padova, Ina Assitalia Perugia e Supermercati Brianzoli Lecco erano le neopromosse dalla Serie B. Alle rinunce di Casalmaggiore e Varese sopperirono i ripescaggio di Fulgor Fidenza e Pallavolo Pinerolo.

## Classifiche
| Pos. | Squadra                         | Pt | G  |
| ---- | ------------------------------- | -- | -- |
| 1.   | Zalf Noventa Vicentina          | 42 | 22 |
| 2.   | Sipp Cassano d'Adda             | 34 | 22 |
| 3.   | Ceramica Nuova Spezzano Fiorano | 30 | 22 |
| 4.   | Erg Portobello Road Genova      | 26 | 22 |
| 5.   | Pallavolo Pinerolo              | 26 | 22 |
| 6.   | Supermercati Brianzoli Lecco    | 24 | 22 |
| 7.   | Fulgor Fidenza                  | 22 | 22 |
| 8.   | Infinas Pordenone               | 20 | 22 |
| 9.   | Grancasa Legnano                | 20 | 22 |
| 10.  | Futura Ravenna                  | 14 | 22 |
| 11.  | Elledi Padova                   | 4  | 22 |
| 12.  | Rodan Reggio Emilia             | 2  | 22 |

| Pos. | Squadra                           | Pt | G  |
| ---- | --------------------------------- | -- | -- |
| 1.   | Landsystem Matera                 | 42 | 22 |
| 2.   | Mark Leasing Jesi                 | 36 | 22 |
| 3.   | Ina Assitalia Perugia             | 36 | 22 |
| 4.   | Libertas Caltagirone              | 26 | 22 |
| 5.   | Aurora Giarratana                 | 26 | 22 |
| 6.   | Bit Computer Roma                 | 24 | 22 |
| 7.   | Metronotte Baiengas Ascoli Piceno | 22 | 22 |
| 8.   | Alisurgel Palermo                 | 14 | 22 |
| 9.   | Antoniana Pescara                 | 14 | 22 |
| 10.  | Iodosan Ancona                    | 10 | 22 |
| 11.  | Nike San Cataldo                  | 8  | 22 |
| 12.  | Popolare Pescopagano Potenza      | 4  | 22 |

| Promosse in Serie A1 | Retrocesse in Serie B | Retrocesse dopo spareggi |